# مافيا أيرلندية
مافيا أيرلندية هي أقدم منظمة إجرامية في الولايات المتحدة، منذ أوائل القرن 19.
نشأت المافيا الأيرلندية من عصابات الشوارع الأمريكية الأيرلندية في القرن 19 حيث ظهرت في معظم المدن الأمريكية الرئيسية، بما في ذلك بوسطن، نيويورك، فيلادلفيا وشيكاغو. ورغم الوجود القوي للمافيا الأيرلندية في أيرلندا إلا أنه وعلى عكس الولايات المتحدة لم يكن وجودها بارزا في مسقطها إلا منذ الستينيات وما بعدها.
```
ويتمركز نشاط المنظمة بشكل قوي في 
دبلن
 وليمريك حيث تعمل المجموعة في أغلب الأحيان تحت رعاية أسر الجريمة التي تركز على 
تهريب المخدرات
.
```

وقد وثق الكاتب هربرت اسبوري عام 1928 تاريخ المافيا الأيرلندية في كتاب بعنوان "عصابات نيويورك".